# Sistema di supporto alla condotta

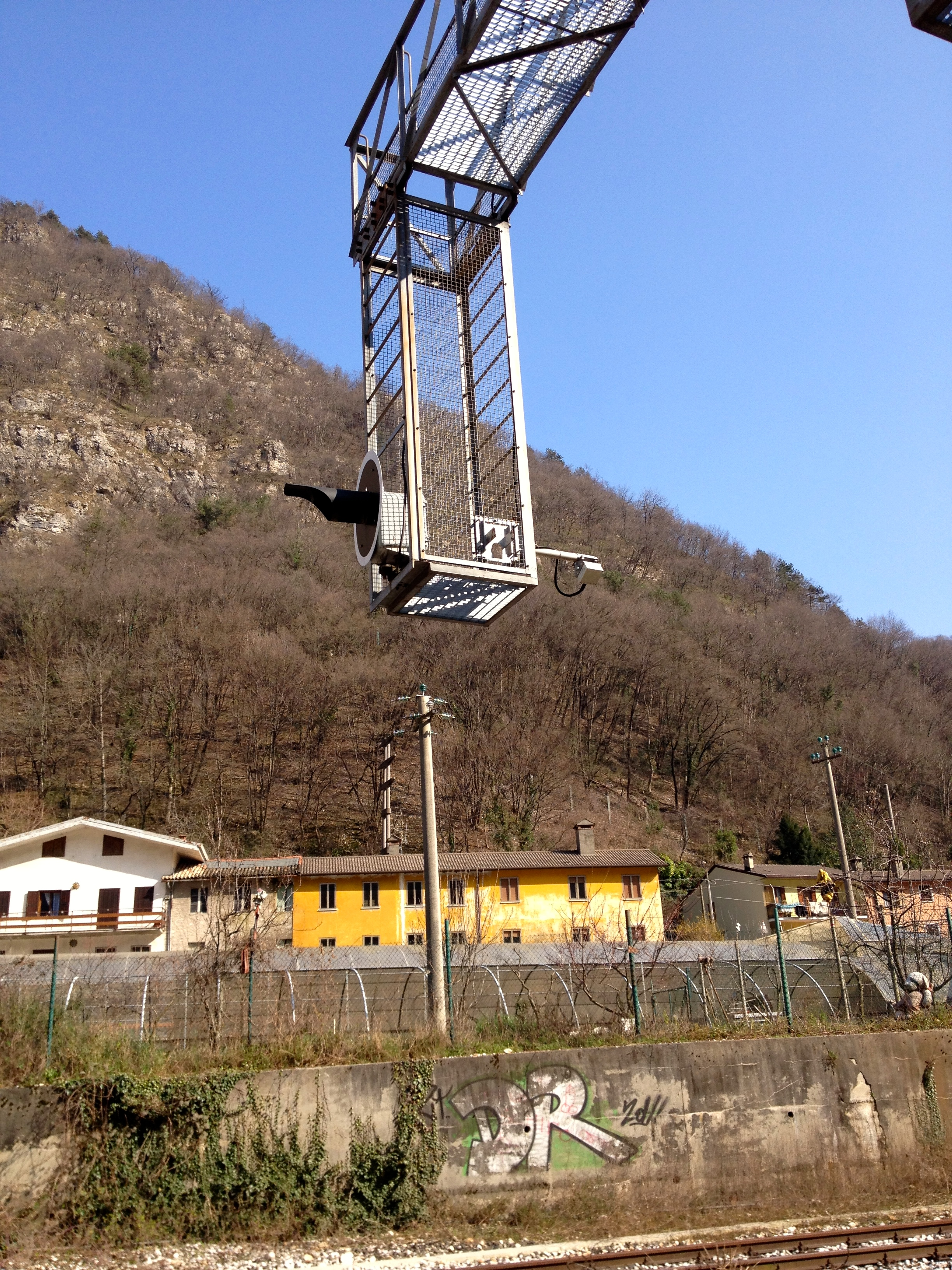
Transpondeur SSC appliqué à un signal de départ (gare de Carpanè-Valstagna).

Le Sistema di supporto alla condotta ou SSC (« système de support à la conduite ») est un ensemble de dispositifs utilisés dans le réseau ferroviaire italien (et dans certains réseaux régionaux) pour contrôler la régularité de la conduite des trains par rapport aux informations restrictives des signaux, la vitesse et le degré de freinage de la ligne et d'éventuels ralentissements.